# Rogeno
Rogeno (lombardul: Rògen vagy Roeugen) település Olaszországban, Lombardia régióban, Lecco megyében. Lakosainak száma 3010 fő (2023. január 1.). Rogeno Costa Masnaga, Merone, Bosisio Parini és Molteno községekkel határos.

## Népesség
A település lakossága az elmúlt években az alábbi módon változott:
| Lakosok száma | 3149 | 3142 | 3010 |
|               | 2017 | 2018 | 2023 |